# Casper Thiel
Casper Thiel (født 13. januar 1992) var en dansk håndboldspiller, der spillede for Mors-Thy Håndbold i Håndboldligaen. Casper var en fast del af ungdomslandsholdene, med hvem han vandt U-19 VM guld, samt U-17 EYOF (en)-sølv (ungdoms OL).